# والتر جي. شرودر
والتر جي. شرودر هو سياسي أمريكي، ولد في 20 أكتوبر 1927 في هاكينساك في الولايات المتحدة. نشط حزبياً في الحزب الجمهوري. وقد انتخب عضو مجلس نواب أوريغون ‏.